# 5-й проезд Подбельского
Пя́тый прое́зд Подбе́льского — проезд, расположенный в Восточном административном округе города Москвы на территории района Богородское.

## История
Проезд получил своё название 12 марта 1954 года по нахождению на территории бывшего посёлка имени Подбельского; посёлок был построен в 1920-х годах по инициативе работников связи близ села Богородское и получил имя народного комиссара почт и телеграфа РСФСР В. Н. Подбельского (1887—1920).

## Расположение
5-й проезд Подбельского, являясь продолжением Бойцовой улицы, проходит от Ивантеевской улицы на северо-восток до 6-го проезда Подбельского и путей Малого кольца Московской железной дороги (Московского центрального кольца), с северо-запада к нему примыкает 4-й проезд Подбельского.

## Реконструкция
В конце проезда построены съезд и заезд на Северо-Восточную хорду. На 31 мая 2021 года они ещё не открыты.

По окончании реконструкции, 5-й проезд Подбельского более не имеет транспортного соединения с остальными проездами в составе локальной районной сети дорог.

## Транспорт

### Автобус[5]
- 80, 86, 86к(больше не ходит), 265

### Трамваи[6]
- 2, 4-правый, 7, 46

### Метро
- Станция метро «Бульвар Рокоссовского» Сокольнической линии — юго-восточнее проезда, на Ивантеевской улице

### Железнодорожный транспорт
- Станция МЦК «Бульвар Рокоссовского» — юго-восточнее проезда, на 6-м проезде Подбельского.